# Флаг Албании
Флаг Албании представляет собой прямоугольное полотнище красного цвета с соотношением сторон 5:7 с чёрным двуглавым орлом из герба Албании в центре. Красный цвет флага — символ крови албанских патриотов, пролитой ими в многовековой борьбе против поработителей (в первую очередь, турецких), он символизирует мужество и силу, а орёл — независимость, бдительность и единство албанского народа. Отсутствие дополнительных символов подчёркивает приверженность современного государства национальной идентичности, отличной от идеологических режимов прошлого.

## История

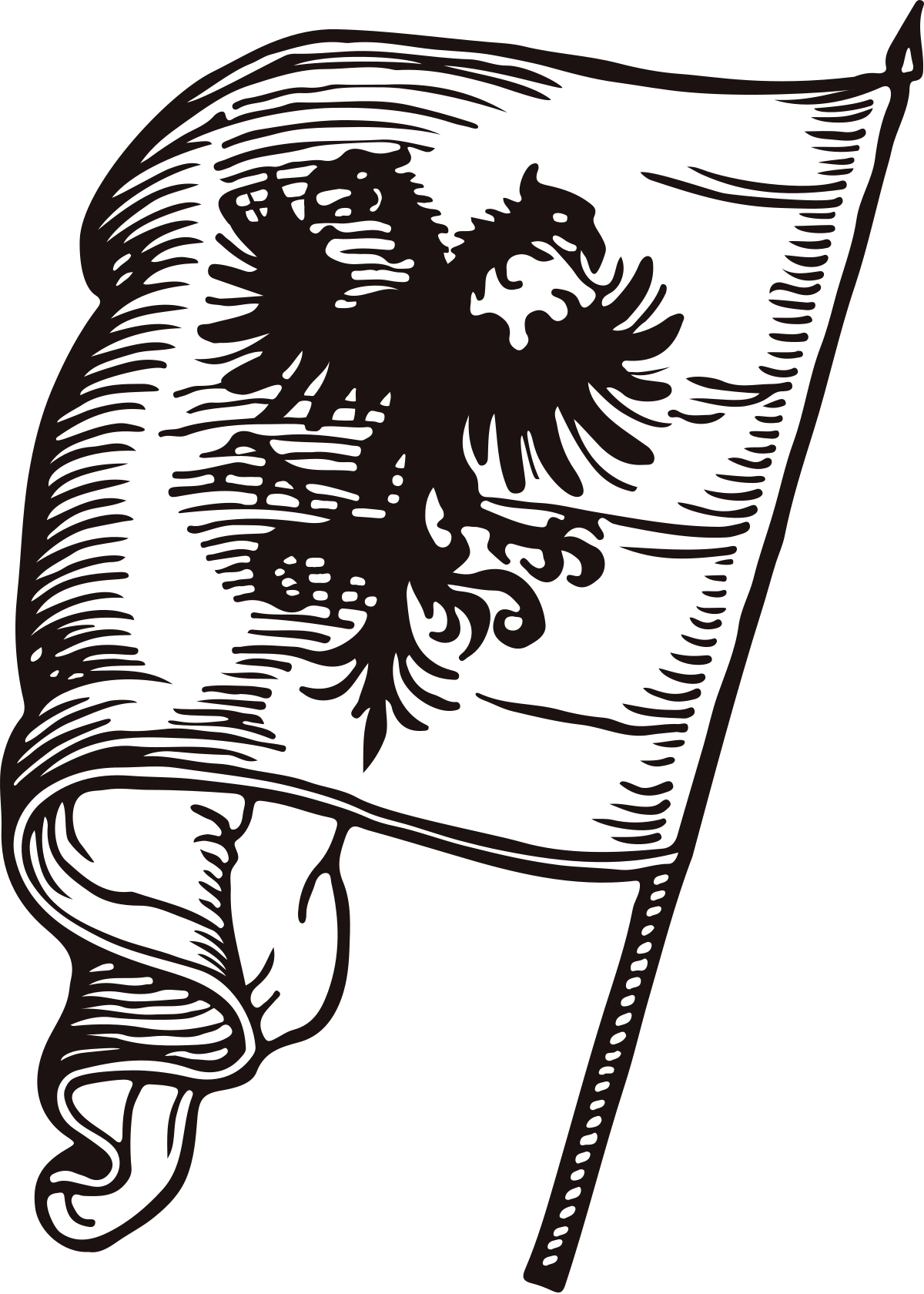
Флаг Албании в 1598 году

Красное полотнище с чёрным двуглавым орлом было знаменем Георгия Кастриота, известного как Скандербег, героя борьбы против турок и основателя независимого государства в 1443 году. Вполне возможно, что орёл на знамени был выбран им, в знак традиции, по которой албанцы являются потомками орла. Согласно другой версии, двуглавый орёл заимствован с герба Византийской империи.
В 1912 году Албания провозгласила независимость от Османской империи. С тех пор все версии албанского флага представляли красное полотнище с двуглавым орлом.
Нынешняя версия албанского флага была утверждена в апреле 1992 года. На некоторых современных версиях флага Албании над орлом изображается шлем или звезда. Вариант албанского флага, на котором изображена красная звезда, окаймлённая жёлтым цветом, восходит к коммунистическому перевороту 1946 года. Эта версия флага была исключена относительно недавно.

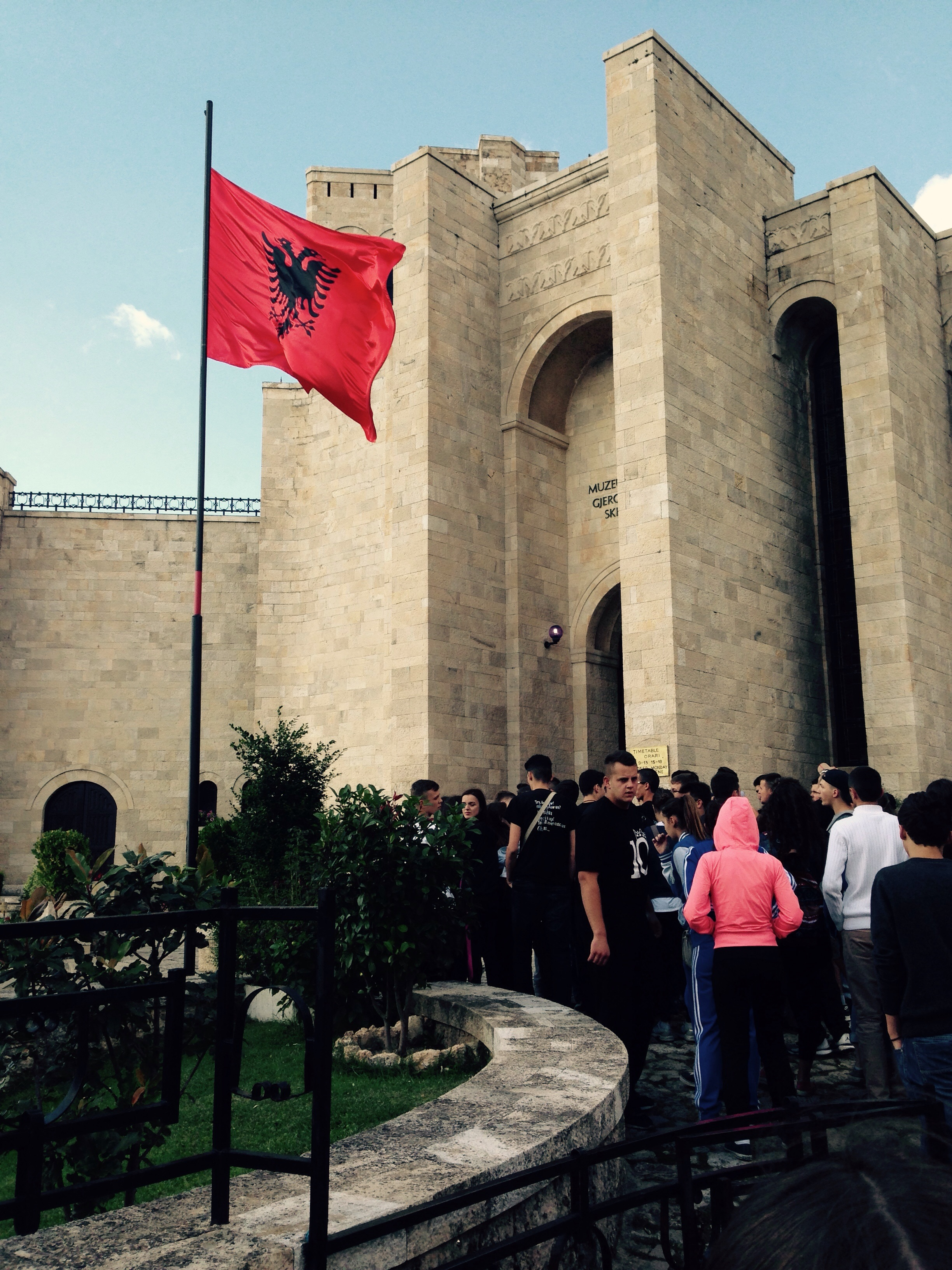
Албанский флаг на шесте у входа в крепость Круя

## Цвета флага
Официально утверждён только оттенок красного цвета в формате CMYK.
| Схема | Красный     | Чёрный    |
| ----- | ----------- | --------- |
| CMYK  | 0-100-100-0 | 0-0-0-100 |
| RGB   | 255-0-0     | 0-0-0     |
| HTML  | #ff0000     | #000000   |

## Другие флаги

Флаг торгового флота Албании
Государственный морской флаг Албании
Флаг ВМФ Албании
Штандарт Президента Албании

## Исторические флаги

28 ноября 1912 — 29 июля 1913
1913 — 1914 (Республика Центральной Албании)
7 марта 1914 — 20 января 1920
1917 — 1918 (Автономная албанская республика Корча (протекторат Франции))
20 января 1920 — 8 августа 1929
1926 — 1928 (Албанская республика)
8 августа 1929 — 1934
1934 — 3 июня 1939
3 июня 1939 — 20 октября 1943 (Албанское королевство(протекторат Италии))
3 июня 1939 — 20 октября 1943 (флаг наместника итальянского короля)
20 октября 1943 — 10 октября 1944 (нацистская оккупация)
10 октября 1944 — 7 марта 1946[2]
7 марта 1946 — 7 апреля 1992

## Флаги, связанные сКосово

Штандарт Президента Республики Косово
Неофициальный флаг Демократической партии Косова
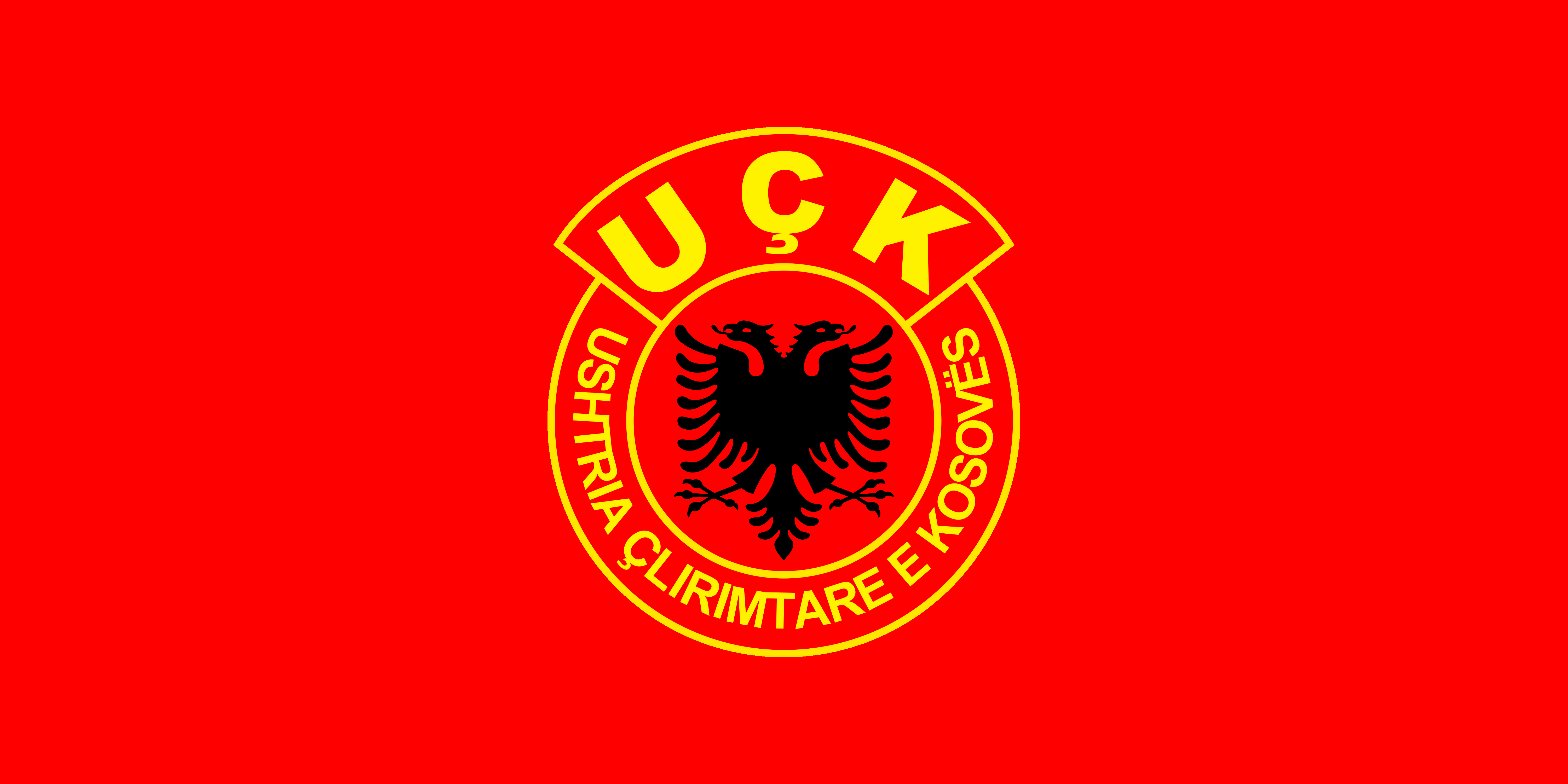
Флаг Армии освобождения Косова
нет АИ2|Флаг Республики Косово времён войны в Косово